# Campeonato de Primera División 1939 (Venezuela)
La "chamaquera" del Unión SC alcanzó su cuarto título y también llevó para sus vitrinas el galardón de la Copa Venezuela. El título de la segunda categoría fue para Deportivo Español. A finales de año llegó a Caracas el equipo Atlético Corrales de Paraguay, que jugó cuatro partidos en el estadio Nacional de El Paraíso: uno frente al Dos Caminos Sport Club y tres frente a la Selección Caracas. 
Unión Sport Club

Campeón
4.º título